# Peplum (vestuário)
Peplum com origens no século XVIII e século XIX, é um babado (ou prega) adicionado em peças do vestuário feminino e localizado na região do quadril ou no final da cintura. 

## História
A palavra peplum vem do grego "túnica", podendo ter se referido a outras peças do vestuário grego. Outra definição da palavra deriva da evolução de peças do século XVIII. O pet en l’aire, uma peça feminina que fica entre o casaco e o robe à la française (sack dress) era uma vestimenta popular desde o começo do século até 1740. Em seu comprimento havia variações ficando na altura do joelho e sendo cada vez mais encurtado se tornando assim, o início do peplum (saia curta) por volta de 1780. No século XIX, o peplum se torna uma "saia" acoplada um pouco acima dos quadris em jaquetas, outras saias ou blusas justas podendo também ser apenas um babado adicional.